# Ceylon-Zimtbaum
Der Ceylon-Zimtbaum oder Echter Zimtbaum (Cinnamomum verum) ist eine Pflanzenart innerhalb der Familie der Lorbeergewächse (Lauraceae). Die ursprüngliche Heimat ist Sri Lanka (früher Ceylon). Heute wird diese Art ebenfalls in vielen tropischen Ländern und Staaten wie Madagaskar und Sansibar angebaut. Er ist die Quelle für den Ceylon-Zimt (genannt auch echter Zimt).

## Beschreibung

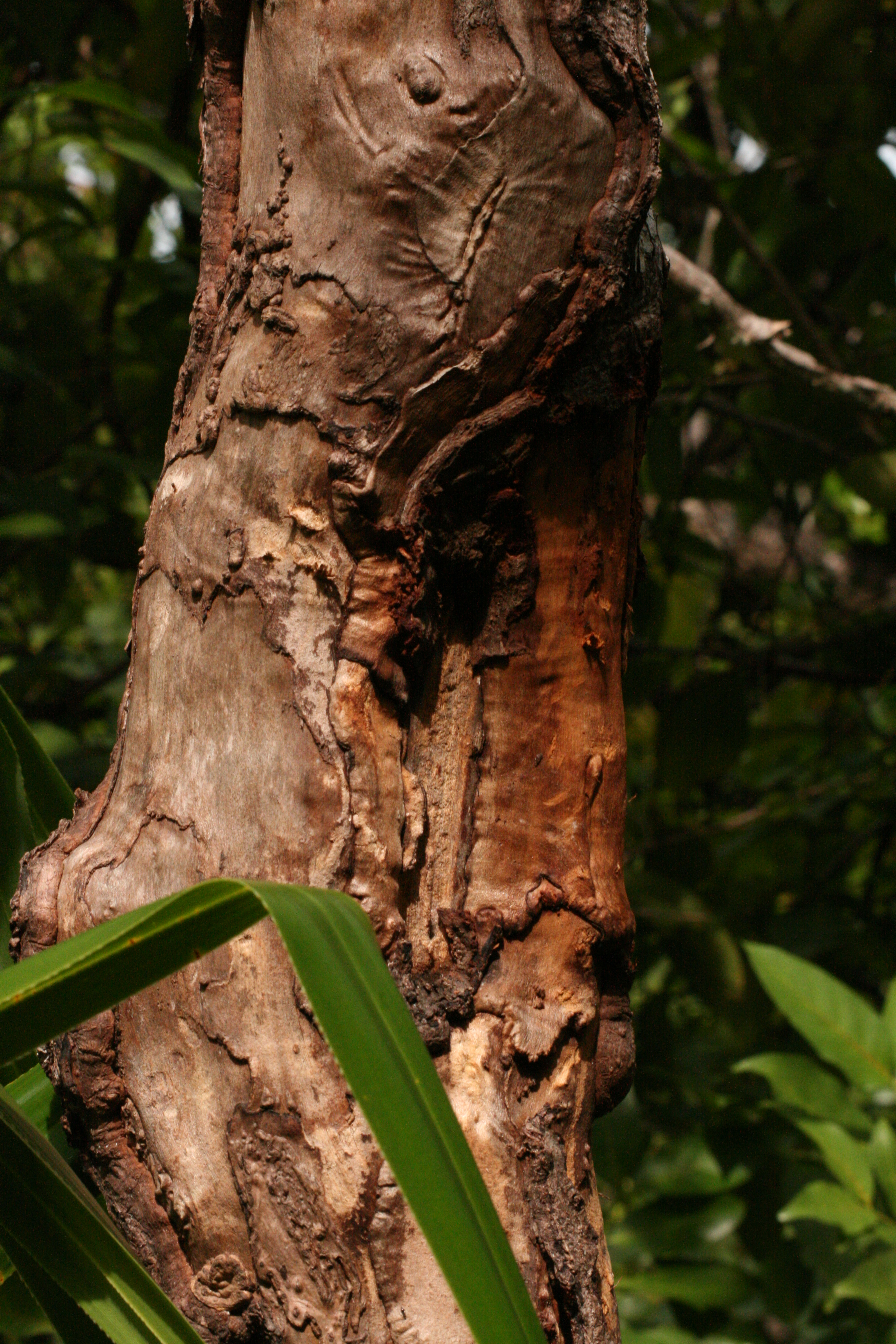
Borke

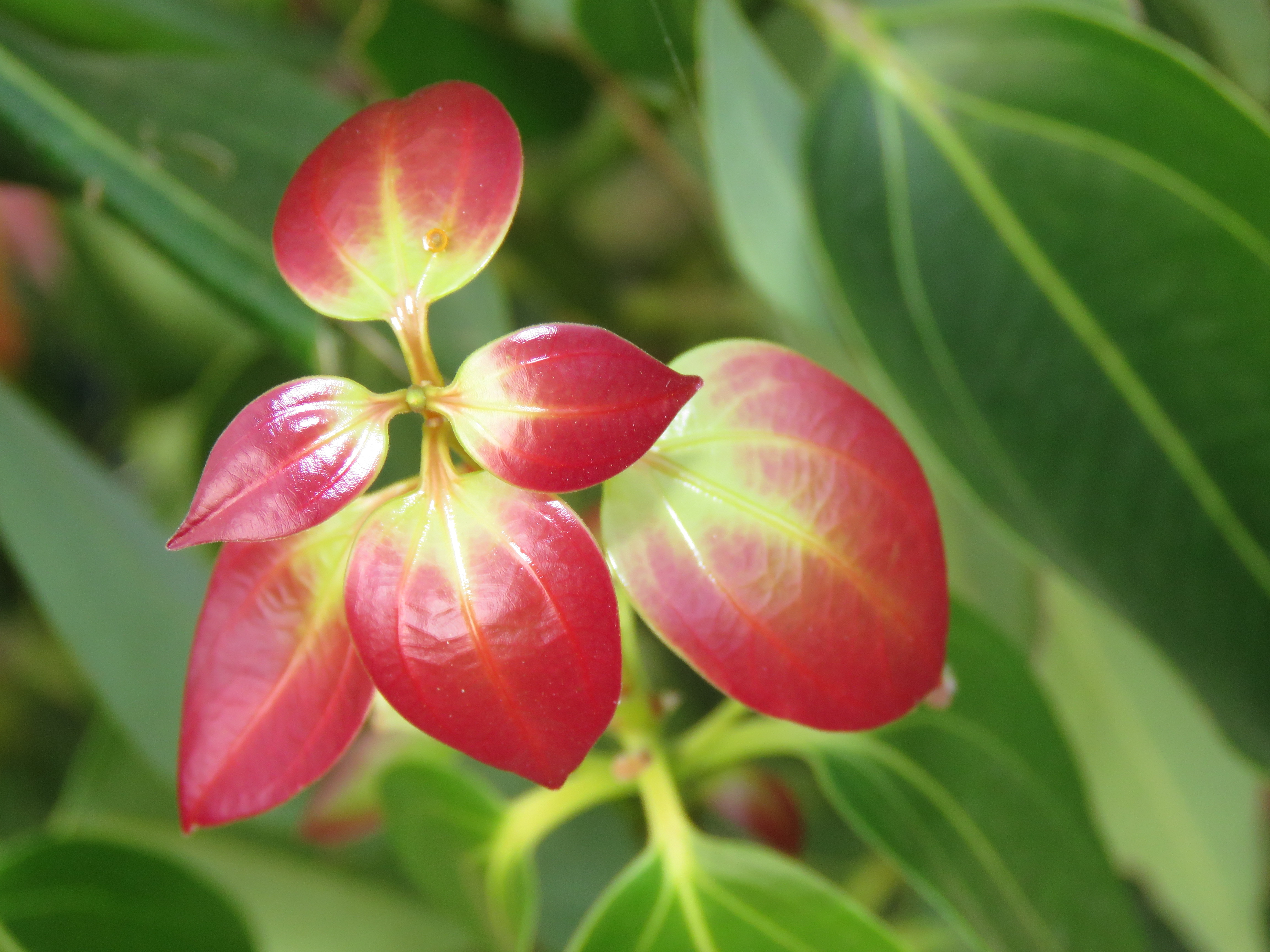
Junge Blätter des Zimtbaumes. Sie werden wie bei vielen tropischen Bäumen schubweise gebildet und sind oft anfangs rot

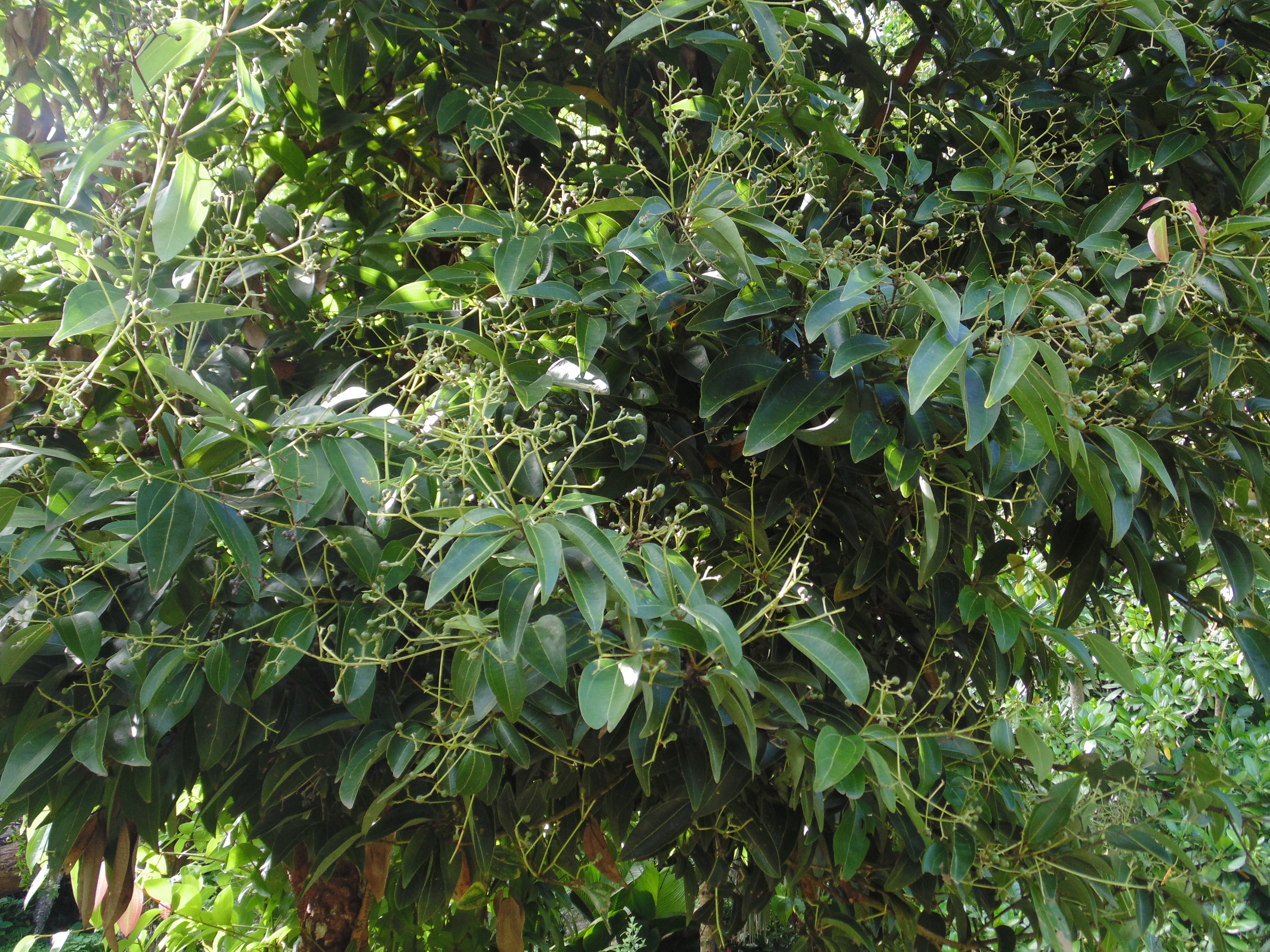
Voll entwickelte Blätter und Blütenstände

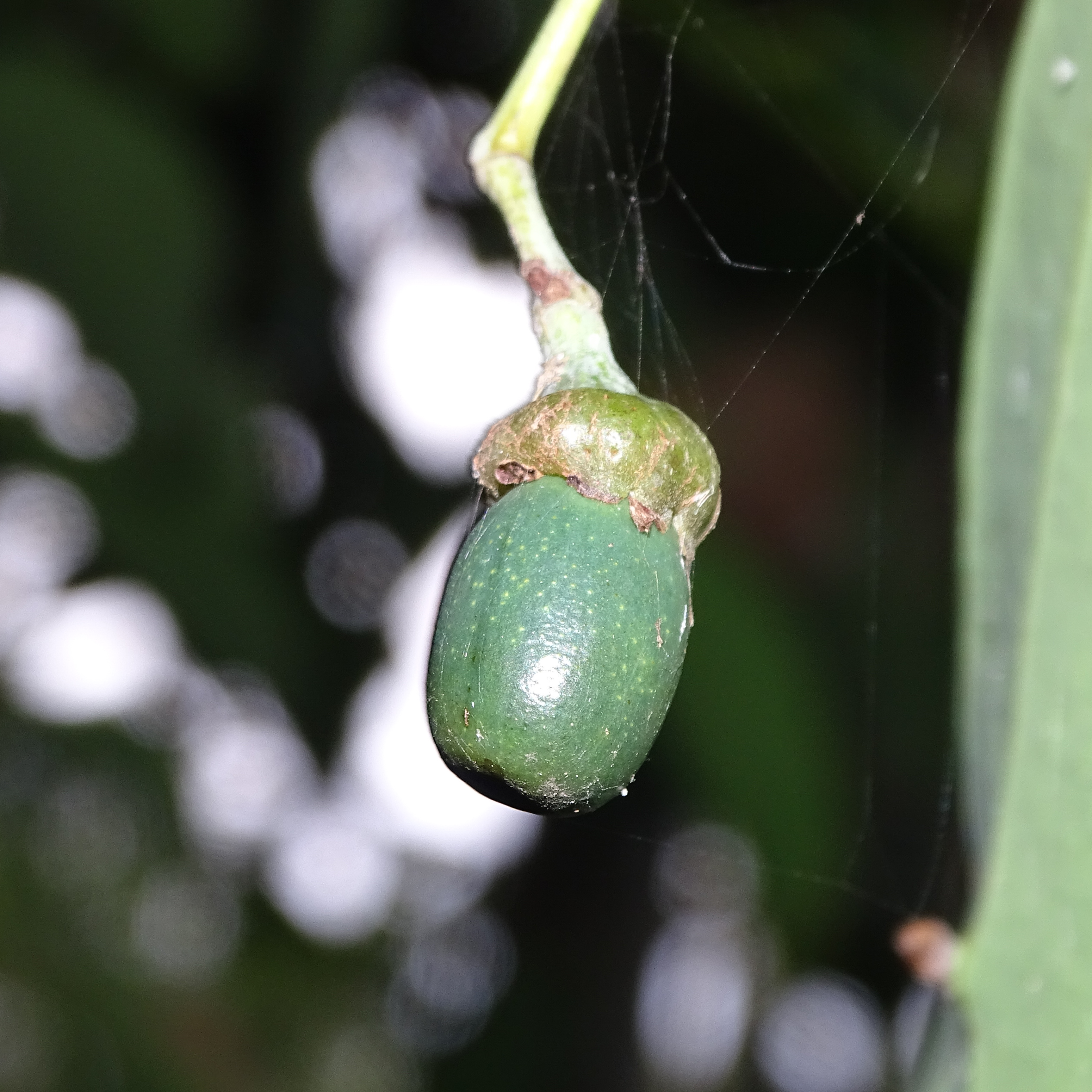
Unreife Frucht

### Erscheinungsbild, Rinde und Laubblatt
Der Echte Zimtbaum ist ein immergrüner Baum, der Wuchshöhen bis zu 18 m erreicht. In Kultur werden die Bäume gestutzt, so dass sich Zweige und Äste bilden, deren Rinde zur Zimtgewinnung genutzt werden können. Der Stammdurchmesser kann bis 60 cm betragen. Die Borke ist bräunlich bis gräulich, der Rindenbast riecht aromatisch, unter anderem durch Zimtaldehyd, er wird zwei- bis dreimal im Jahr geerntet. Die fast zylindrischen (subterete) Zweige besitzen eine graue, etwas weiß gefleckte Rinde. Die Knospen sind seidig-flaumig behaart.
Bei vielen tropischen Bäumen werden ohne festen Zeitpunkt im Jahreslauf viele Blätter gleichzeitig gebildet (Laubausschüttung), dabei sind die jungen Blätter bei vielen Arten durch Anthocyan mehr oder weniger stark rot gefärbt, was vor zu starker UV-Strahlung schützt. Auch bei dieser Art sind die Laubblätter im jungen Stadium leuchtendrot, später aber dunkelgrün mit weißen Blattadern. Die meist gegenständig an den Zweigen angeordneten, aromatischen Laubblätter sind in Blattstiel und Blattspreite gegliedert. Der kahle, kurze Blattstiel ist bis 2,5 cm lang. Die große, mehr oder weniger ledrige, kahle, einfache sowie ganzrandige Blattspreite ist mit einer Länge von 11 bis 16 cm und einer Breite von 4,5 bis 5,5 cm eiförmig bis eilanzettlich mit spitzer bis gerundeter, auch verschmälerter Spreitenbasis und zugespitztem oder spitzem bis rundspitzigem Ende. Die Blattunterseite ist hellgrün, die Oberseite der vollentwickelten Blattspreite ist glänzend dunkelgrün. Typisch sind die meistens drei bis fünf, unterseits erhabenen, helleren und gelblichen Hauptadern und eine dazwischen liegende feine Netzaderung. Es sind keine Nebenblätter vorhanden.

### Blütenstand und Blüte
Der end- oder achselständige und lockere rispige Blütenstand ist 10 bis 12 cm lang. Blütenstandsschaft und -rhachis sind sehr fein seidig-flaumig behaart. Die zwittrigen, radiärsymmetrischen, kleinen und gestielten, unangenehm duftenden Blüten weisen einen Durchmesser von 3–6 mm auf. Es sind meist sechs, selten bis zu neun gelb-grüne, längliche bis verkehrt-eiförmige und leicht bootförmige, fast gleiche Blütenhüllblätter vorhanden, die nur an ihrer Basis verwachsen und außen weiß-gräulich und feinflaumig behaart sind. In drei Kreisen stehen jeweils drei fertile, kurze Staubblätter. Die nahe ihrer Basis leicht behaarten, freien Staubfäden besitzen im dritten Kreis jeweils zwei Drüsen. Im vierten, innersten Kreis sind drei kleine Staminodien ausgebildet. Der mittelständige, einkammerige Fruchtknoten ist mit einer Länge von 10 bis 15 mm eiförmig und kahl. Der kurze Griffel endet in einer scheibenförmigen Narbe.

### Frucht
Die mit einer Länge von 10 bis 15 mm eiförmige, glatte Steinfrucht färbt sich bei Reife bläulich-schwarz. An der Frucht mit „Fruchtbecher“ sind noch die Reste der Blütenhüllblätter erkennbar.

## Systematik
Die gültige Erstbeschreibung von Cinnamomum verum (der Zimt davon wurde früher auch Cinnamomum vulgare genannt) erfolgte 1825 durch Jan Svatopluk Presl in O Prirozenosti Rostlin, 2 (2), S. 36, 37–44.
Synonyme für Cinnamomum verum J.Presl sind: Laurus cinnamomum L., Camphorina cinnamomum (L.) Farw., Cinnamomum aromaticum J.Graham, Cinnamomum barthii Lukman., Cinnamomum bengalense Lukman., Cinnamomum biafranum Lukman., Cinnamomum bonplandii Lukman., Cinnamomum boutonii Lukman., Cinnamomum capense Lukman., Cinnamomum carolinense var. oblongum Kaneh., Cinnamomum cayennense Lukman., Cinnamomum ceylanicum Nees, Cinnamomum cinnamomum (L.) H.Karst., Cinnamomum commersonii Lukman., Cinnamomum cordifolium Lukman., Cinnamomum decandollei Lukman., Cinnamomum delessertii Lukman., Cinnamomum ellipticum Lukman., Cinnamomum erectum Lukman., Cinnamomum humboldtii Lukman., Cinnamomum iners Wight, Cinnamomum karrouwa Lukman., Cinnamomum leptopus A.C.Sm., Cinnamomum leschenaultii Lukman., Cinnamomum madrassicum Lukman., Cinnamomum maheanum Lukman., Cinnamomum mauritianum Lukman., Cinnamomum meissneri Lukman., Cinnamomum ovatum Lukman., Cinnamomum pallasii Lukman., Cinnamomum pleei Lukman., Cinnamomum pourretii Lukman., Cinnamomum regelii Lukman., Cinnamomum roxburghii Lukman., Cinnamomum sieberi Lukman., Cinnamomum sonneratii Lukman., Cinnamomum vaillantii Lukman., Cinnamomum variabile Lukman., Cinnamomum wolkensteinii Lukman., Cinnamomum zeylanicum Blume, Cinnamomum zeylanicum Breyne, Cinnamomum zeylanicum var. cassia Meisn., Cinnamomum zeylanicum var. cordifolium Hayne, Cinnamomum zeylanicum var. foeniculaceum Meisn., Cinnamomum zeylanicum var. inodorum Meisn., Cinnamomum zeylanicum var. microphyllum Meisn., Cinnamomum zollingeri Lukman.

## Vorkommen
Die ursprüngliche Heimat ist Sri Lanka (Ceylon). Heute wird diese Art in vielen tropischen Ländern angebaut. Im tropischen Asien, auf den Karibischen Inseln und den Seychellen ist die Art verwildert.

## Nutzung als Gewürz und Geschichte

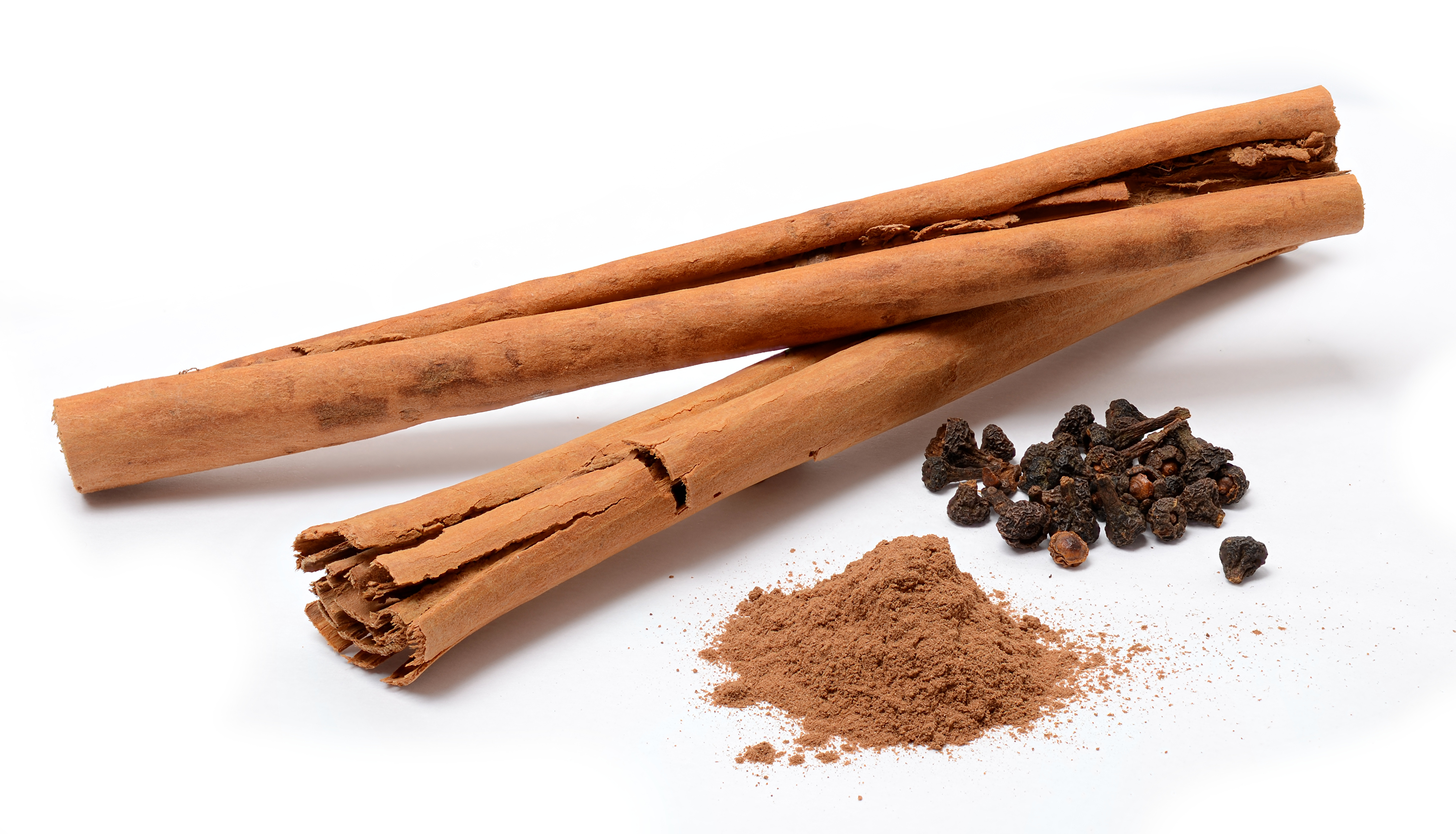
Rinde und „Zimtblüten“ als Gewürz

Zimt ist eines der ältesten Gewürze. Es wurde angeblich schon vor 2000 v. Chr. in Indien und China als Gewürz verwendet.
Der Portugiese Vasco da Gama brachte 1502, nach seiner Landung im Jahre 1498 auf der südindischen Insel Ceylon, dem heutigen Sri Lanka, dieses Gewürz schließlich nach Europa.
Bekannt ist der Echte Zimtbaum insbesondere durch das Gewürz Zimtrinde. Das Aroma des Zimtbaumes geht auf das in ihm enthaltene Zimtöl zurück, das zu 75 % aus Zimtaldehyd besteht. Die Zimtblätter werden als Ersatz für indische Lorbeerblätter verwendet. Die „Zimtblüten“ auch „Zimtnelken“ genannten, unreifen, sehr jungen und getrockneten ganzen Früchte werden auch als Gewürz verwendet; Fruchtbecher mit Blütenhülle und kleinen Früchten.

### Ersatzstoff
In der Lebensmittelindustrie wird statt echtem Zimt häufig auch der in den Vereinigten Staaten und den Niederlanden oft verwendete indonesische Zimt Cinnamomum burmannii eingesetzt. Aber auch Cinnamomum cassia (Cassiazimt) wird eingesetzt, welcher von der Zimtkassie, dem chinesischen Zimtbaum, stammt.
Problematisch ist der erhöhte Gehalt an dem potentiell kanzerogenen und hepatotoxischen Cumarin der anderen Zimtsorten gegenüber dem echten Zimt. Das Bundesinstitut für Risikobewertung rät daher zum maßvollen Verzehr von „Cassia-Zimt“, eine Sammelbezeichnung für chinesischen Zimt (Cinnamomum cassia, Cassiazimt), indonesischen Zimt (Cinnamomum burmannii) und vietnamesischen Zimt (Cinnamomum loureiroi). Für die Lebensmittelzubereitung im Haushalt empfiehlt sich daher die Verwendung von echtem Zimt, oft als Ceylon-Zimt deklariert. Die Angaben auf den Produktverpackungen von Zimtpulvern sind aber nicht immer eindeutig. Bei Stangen ist der Unterschied hingegen ersichtlich. Echter Zimt besteht aus mehreren, feinen Lagen, die zu einer geschlossenen Stange zusammengerollt sind und im Querschnitt einer Zigarre ähneln. Andere Zimtsorten bestehen meist nur aus einer einzelnen, dicken Rindenschicht, die sich an beiden Enden einrollt und daher keine geschlossene Stange ergibt.

## Nutzung als Heilpflanze
Als Heildroge wird die sogenannte Zimtrinde Cinnamomi cortex (oft auch Cinnamomum cortex genannt) verwendet. Es ist die von ein- bis zweijährigen Wurzelschösslingen oder Stockausschlägen geerntete, von der äußeren Schicht durch Abschaben befreite Rinde.
Weiterhin wird das Zimtöl, das ätherische Öl der Rinde, verwendet und das Zimtblätteröl, das ätherische Öl der Blätter.
Wirkstoffe: In der Rinde befinden sich bis zu 4 % ätherisches Öl mit Zimtaldehyd als Hauptkomponente (65–75 %), Eugenol (10 %), Zimtalkohol, Zimtsäure und weiteren Phenylpropanen, insektizid wirksame Diterpene, Procyanidine, Phenolcarbonsäuren und Schleimstoffe. In den Blättern befindet sich ätherisches Öl mit reichlich Eugenol (ca. 80 %) und nur wenig Zimtaldehyd.
Anwendung: Viele frühere Indikationen für Zimt als Heildroge wurden inzwischen aufgegeben. Heute nutzt man noch die appetitanregende und verdauungsfördernde  Wirkung, die durch die Anregung der Speichel- und Magensaftsekretion hervorgerufen wird. Entsprechend gibt man Zimt bei Verdauungsbeschwerden mit Völlegefühl und Blähungen, bei Appetitlosigkeit und leichten krampfartigen Schmerzen u. a. im Zusammenhang mit der Menstruation. Die Droge allein wird als Teeaufguss kaum noch verwendet, zuweilen ist sie aber in Teemischungen enthalten, häufiger noch die Tinktur in kombinierten Magen-Darm-Mitteln. In erster Linie verwendet man Zimtrinde und das daraus gewonnene Zimtöl heute um den Geschmack von Medikamenten zu verbessern und Haustees zu aromatisieren. In Zubereitungen zur äußerlichen Anwendung ist Zimt gelegentlich noch als Haut reizender Wirkstoff enthalten.
In therapeutischen Dosen darf die Droge nicht während der Schwangerschaft oder bei Magen- und Darmgeschwüren angewendet werden. Personen mit bekannter Überempfindlichkeit gegen Perubalsam sollten auf Zimt ganz verzichten. Allergische Haut- und Schleimhautreaktionen sind durch den Gehalt an Zimtaldehyd relativ häufig.
Das Blattöl ist deutlich billiger als das Rindenöl und wird für Zahnpasten, Mundpflegemittel und weitere kosmetische Produkte sowie zur Herstellung von Eugenol verwendet. Der besonders in den Blättern enthaltene Zimtalkohol, auch als Styron bezeichnet, ist ein Allergen.

## Trivialnamen
Für den Ceylon-Zimt bestehen bzw. bestanden auch folgende weitere deutschsprachige Trivialnamen: Caneel, Canel, Cedemonie, Cedwezrinden, Ceylonzimt, Cimerinten, Cinamein, Cinamin, Cinamom, Cinamomen, Cinamon, Cinemein, Cinemen, Cinimen, Cymet-renen, Cynnamet, Cynmay, Cynneban, Czimarind, Czynamein, Czynamomey, Czynamyn, Zimain, Zimbet, Zimei, Zimin, Zimit, Zimitbluot (das feinste, mittelhochdeutsch), Zimmantrinde, Zinmend, Zimment, Zimmint, Zimmendboum, Zimmerrinde, Zimmerröre, Zimmerrörlein, Zimmt, Zimundrinde, Zinemin, Zymmat (bereits 1483 belegt), Zymet, Zymetrörly (mittelhochdeutsch). Cincimen,  Cinciment, Cinment, Rindeken, Ryndeken, Synamin (althochdeutsch). Kanél (Norddeutschland), Kanell, Kneel (mittelniederdeutsch).